# Kill (ort i Irland, Munster)
Kill är en ort i republiken Irland.   Den ligger i grevskapet Waterford och provinsen Munster, i den södra delen av landet, 150 km sydväst om huvudstaden Dublin. Kill ligger 88 meter över havet och antalet invånare är 281.
Terrängen runt Kill är platt. Havet är nära Kill söderut.Runt Kill är det ganska tätbefolkat, med 72 invånare per kvadratkilometer. Närmaste större samhälle är Waterford, 17,7 km nordost om Kill. Trakten runt Kill består i huvudsak av gräsmarker.